# Juan Carvidón
Juan Carvidón, vollständiger Name Juan José Carvidón Larraburu, (* 18. August 1917 in Montevideo; † 4. Juli 1986 ebenda) war ein uruguayischer Fußballspieler.

## Karriere

### Verein
Torhüter Carvidón spielte auf Vereinsebene von 1938 bis 1946 für die Montevideo Wanderers in der Primera División.

### Nationalmannschaft
Carvidón war Mitglied der A-Nationalmannschaft Uruguays, für die er zwischen dem 26. Februar 1941 bis zu seinem letzten Einsatz am 17. Mai 1944 fünf Länderspiele absolvierte. Er gehörte dem Aufgebot Uruguays bei den Südamerikameisterschaften 1941 und 1945 an. Zudem nahm er mit Uruguay 1942 an der Copa Lipton und am 28. März 1943 an der Copa Hector Gomez/Copa Juan Mignaburu teil.